# Transfert d'entreprise
En droit du travail, le transfert d'entreprise consiste en la modification de la situation juridique de l'employeur. Selon les pays, ce transfert peut avoir différentes conséquences sur les contrats de travail.